# Vršački Ritovi
Vršački Ritovi (izvirno srbsko Вршачки Ритови) je naselje v Srbiji, ki upravno spada pod Občino Vršac; slednja pa je del Južnobanatskega upravnega okraja.

## Demografija
V naselju živi 77 polnoletnih prebivalcev, pri čemer je njihova povprečna starost 41,0 let (36,1 pri moških in 48,6 pri ženskah). Naselje ima 37 gospodinjstev, pri čemer je povprečno število članov na gospodinjstvo 2,46.
To naselje je, glede na rezultate popisa iz leta 2002, v glavnem srbsko.
|  |

| Demografija | Demografija     | Demografija     |
| Leto        | Št. prebivalcev | Št. prebivalcev |
| ----------- | --------------- | --------------- |
|             |                 |                 |
|             |                 |                 |
|             |                 |                 |
|             |                 |                 |
| 1948        | 500             |                 |
| 1953        | 600             |                 |
| 1961        | 636             |                 |
| 1971        | 424             |                 |
| 1981        | 224             |                 |
| 1991        | 156             | 156             |
| 2002        | 91              | 91              |
| 2011        | {{{п2011}}}     | (prvi rez.)     |

| Etnična sestava po popisu iz leta 2002 | Etnična sestava po popisu iz leta 2002 | Etnična sestava po popisu iz leta 2002 | Etnična sestava po popisu iz leta 2002 | Etnična sestava po popisu iz leta 2002 |
| -------------------------------------- | -------------------------------------- | -------------------------------------- | -------------------------------------- | -------------------------------------- |
| Srbi                                   | Srbi                                   |                                        | 60                                     | 65,93%                                 |
| Madžari                                | Madžari                                |                                        | 14                                     | 15,38%                                 |
| Romi                                   | Romi                                   |                                        | 7                                      | 7,69%                                  |
| Črnogorci                              | Črnogorci                              |                                        | 1                                      | 1,09%                                  |
| Neznano                                | Neznano                                |                                        | 1                                      | 1,09%                                  |